# Omar Ali Khan
Omar Ali Khan är en filmregissör från Pakistan, har bland annat regisserat den första pakistanska filmen Zibahkhana (Hells Ground) (2007) som har ett zombietema.